# Carlock (Illinois)
Carlock es una villa ubicada en el condado de McLean en el estado estadounidense de Illinois. En el Censo de 2010 tenía una población de 552 habitantes y una densidad poblacional de 1.065,64 personas por km².

## Geografía
Carlock se encuentra ubicada en las coordenadas 40°34′55″N 89°7′57″O / 40.58194, -89.13250. Según la Oficina del Censo de los Estados Unidos, Carlock tiene una superficie total de 0.52 km², de la cual 0.52 km² corresponden a tierra firme y (0%) 0 km² es agua.

## Demografía
Según el censo de 2010, había 552 personas residiendo en Carlock. La densidad de población era de 1.065,64 hab./km². De los 552 habitantes, Carlock estaba compuesto por el 90.22% blancos, el 7.61% eran afroamericanos, el 0% eran amerindios, el 0.54% eran asiáticos, el 0% eran isleños del Pacífico, el 1.27% eran de otras razas y el 0.36% pertenecían a dos o más razas. Del total de la población el 1.63% eran hispanos o latinos de cualquier raza.